# Kurt Fiedler (Politiker, 1891)
Kurt Fiedler (* 22. Oktober 1891 in Eisleben; † nach 1952) war ein deutscher Politiker (LDP) in Sachsen-Anhalt. Von 1946 bis zu seiner Flucht in die Bundesrepublik Deutschland 1950 gehörte er dem Landtag von Sachsen-Anhalt an.

## Leben
Fiedler besuchte die Bürgerschule und schloss erfolgreich ein Ingenieurstudium ab. Er war zunächst technischer Angestellter, dann selbständiger Ingenieur. Nach dem Zweiten Weltkrieg schloss er sich der LDP in der Provinz Sachsen, dem späteren Sachsen-Anhalt an. Bei der Landtagswahl in der Provinz Sachsen 1946 wurde er für seine Partei in den Landtag gewählt. Dort gehörte er dem Verkehrsausschuss sowie der im Januar 1947 gebildeten Verkehrskommission an. Auch gehörte er einem gegen den Widerstand der SED gebildeten Untersuchungsausschuss an. Ab April 1949 stand er selber im Mittelpunkt eines Untersuchungsausschusses, als ihm und seinem Fraktionskollegen Hans Schmid vorgeworfen wurde, Betrug zulasten des Landes Sachsen-Anhalt verübt zu haben, wobei unklar ist, inwieweit ihm tatsächlich ein Vorwurf gemacht werden konnte und es auch möglich ist, dass die SED das Ziel hatte, Fiedler und Schmid zu desavouieren. In der Folge erlosch Fiedlers Landtagsmandat und damit auch seine Politische Immunität; er entzog sich der drohenden Verhaftung durch Flucht in den Westen. 1952 wurde er vom Amtsgericht Lutherstadt Eisleben wegen Wirtschaftsverbrechen sowie wegen Untreue und Urkundenfälschung in Abwesenheit zu drei Jahren Zuchthaus verurteilt.